# Chiesa di San Lorenzo (Montegufoni)
La chiesa di San Lorenzo è un edificio sacro situato a Montegufoni, una frazione di Montespertoli.
È di origine romanica, anche se di quel periodo rimangono scarse tracce.
Una bella Croce dipinta eseguita da Taddeo Gaddi alla metà del XIV secolo, posta dietro l'altare maggiore, è preziosa testimonianza dei tempi più antichi. Nel XVII secolo la chiesa fu radicalmente trasformata dagli Acciaioli che ne esercitarono il patronato, come testimonia l'imponente stemma in facciata.
Nello stesso periodo fu edificato, con la partecipazione della popolazione, l'oratorio della Compagnia della Santissima Concezione, corredato di importanti suppellettili in legno intagliato e dorato, torcera e leggio, che nel Settecento fu decorato nella volta da Gian Domenico Ferretti.